# Mario Testino
Mario Testino, né le 30 octobre 1954 à Lima, est un photographe de mode et portraitiste péruvien de renommée mondiale. Ses photos ont fait plus d'une fois la une de Vogue Paris, V Magazine, Vanity Fair ou GQ. Il a également collaboré avec de nombreuses marques de luxe comme Gucci, Burberry, Versace, Chanel, Hugo Boss, Michael Kors, Estée Lauder ou encore Lancôme.

## Biographie
Aîné de six enfants, d'un père italien et d'une mère irlandaise, Mario Testino a été élevé dans une famille catholique traditionnelle de classe moyenne. Enfant, il souhaitait devenir prêtre.
Il étudie l'économie à l'Université du Pacifique (Pérou), puis à l'université pontificale catholique du Pérou pour étudier le droit, et à l'université de Californie à San Diego où il étudie les relations internationales.
En 1976, il abandonne ses études et s'installe définitivement à Londres ; il lui faut un visa d’étudiant et la seule école l'acceptant étant celle de photographie, il s'investit dans ce cursus. Le Pérou étant un pays très catholique, il ne se sent par ailleurs pas libre de s'exprimer pleinement.

## Carrière
Il commence sa carrière doucement : afin de se faire connaitre et de gagner un peu d'argent, il propose à des mannequins peu connus de leur créer un portfolio pour 25 livres sterling. À côté, il gagne sa vie en enchainant les petits boulots, notamment comme serveur. Afin de se faire remarquer, il se teint les cheveux en rose.
Il s'inspira beaucoup du photographe britannique Cecil Beaton, de son enfance passée au Pérou, ainsi que de son adolescence passée au Brésil.
Lancé par Hamish Bowles (en), ses premiers travaux notables apparaissent au début des années 1980 dans Harpers & Queen puis en 1983 dans Vogue[Lequel ?] pour la première fois.
Mario Testino est reconnu mondialement comme étant l'un des plus grands photographes de mode vivant. Son travail est connu pour son audace et pour ses campagnes publicitaires peu ordinaires. Dix-huit expositions et plus de seize livres lui ont été consacrés.
Il travaille avec les plus grands magazines de mode dont Vogue US dans les années 1980 et Vogue Paris à partir du milieu de la décennie suivante, ou Vanity Fair, entre autres, et photographie des personnalités comme Brad Pitt et Angelina Jolie, Kate Winslet et Emma Watson pour Lancôme, les mannequins Gisele Bündchen qu'il a élevée au rang de supermodèle ou Kate Moss dont il est proche, ou encore George Clooney, Keith Richards et Mick Jagger, ainsi que la Princesse de Galles Lady Diana peu avant sa mort.
Il collabore souvent avec Carine Roitfeld (rédactrice en chef du Vogue Paris jusqu'en 2011), notamment durant la période du porno chic.
En mars 2012, le magazine Photo lui consacre un numéro entier (no 487).
En 2014, il est fait officier de l'ordre de l'Empire britannique, pour services rendus à la photographie et à l'humanité.
Il a acheté une maison au Pérou pour y installer son fonds d'archives. Des amis l’incitent à l'ouvrir au public et le bâtiment est finalement transformé en musée.

### Personnalité et accusations d'agressions sexuelles
Testino est réputé pour son caractère exubérant et dynamique, mais parfois inélégant : Tina Fey rapporte dans son autobiographie qu'il lui aurait lancé, lors d'une séance photo : "Relève ton menton ma chérie, tu n'as plus 18 ans".
En janvier 2018, dans la foulée de l'affaire Weinstein, une enquête du New York Times relate les témoignages de 13 hommes, mannequins ou anciens assistants, qui l’accusent de leur avoir fait des avances, imposé des attouchements ou d’avoir sollicité des relations sexuelles, dans un contexte professionnel. Les allégations concernent la période 1995-2015 ; l'enquête vise également le photographe Bruce Weber et résonne avec les accusations portées contre Terry Richardson ou David Hamilton. Le mannequin Ryan Locke qualifie Testino de « prédateur sexuel », et raconte une séance photo au cours duquel le photographe se serait enfermé seul avec lui dans le studio, avant de se jeter sur lui sur le lit en lui disant : « Je suis la fille, tu es le garçon ». Le mannequin Oliver Bjerrehuus décrit la séance photo où le photographe lui a touché l'entrejambe. Le mannequin Cory Bond évoque le jour où le photographe a glissé sa main dans son sous-vêtement. Kenny Sale affirme que le photographe l'a plaqué contre un mur et tenté de lui administrer un « examen de la prostate ». Des assistants du photographe déclarent également que Testino leur touchait le sexe, se masturbait devant eux ou tentait de leur imposer des rapports sexuels. En mars, deux mois après la publication du New-York Times, 5 autres personnes témoignent dans le même sens, portant le nombre d'accusateurs à 18. Mario Testino nie la véracité de l'ensemble de ces déclarations,. En janvier, le groupe de presse Condé Nast, qui détient des titres phares du secteur dont Vogue, annonce suspendre sa collaboration avec le photographe.

## Récompenses et distinctions
- Officier de la Légion d'honneur
- Ordre de l'Empire britannique à titre civil

## Publications
- Any Objections?, Phaidon Inc Ltd, 1998  (ISBN 0-7148-3816-0)
- Front Row Back Stage, Bulfinch Press, 1999  (ISBN 0-8212-2632-0)
- Alive Bulfinch Press, 2001  (ISBN 0-8212-2736-X)
- Mario Testino: Portraits, Bulfinch Press, 2002  (ISBN 0-8212-2761-0)
- Kids, Scriptum Editions, 2003  (ISBN 1-9026-8634-9)
- Visionaire No. 46: Uncensored, Visionaire Publishing, 2005  (ISBN 1-8886-4554-7)
- Let Me In, Taschen, 2007  (ISBN 3-8228-4418-7)
- Lima, Peru, Damiani, 2007  (ISBN 8-8894-3192-X)
- SIR, Taschen, 2015

## Expositions
- « Gone Wild », nouvelle série du projet toujours en cours « A Beautiful World » sur les traditions culturelles des personnes et du monde naturel autour du monde, Hamiltons Gallery, Londres, du 21 novembre 2023 au 3 février 2024[14]